# فورستر إل. تايلور
فورستر إل. تايلور (بالإنجليزية: Forrester L. Taylor)‏ هو عسكري أمريكي، ولد في 30 أكتوبر 1833 في فيلادلفيا في الولايات المتحدة، وتوفي في 21 أبريل 1907 في روستبورغ في الولايات المتحدة.